# Vereinigung Badisch-Pfälzischer Karnevalvereine

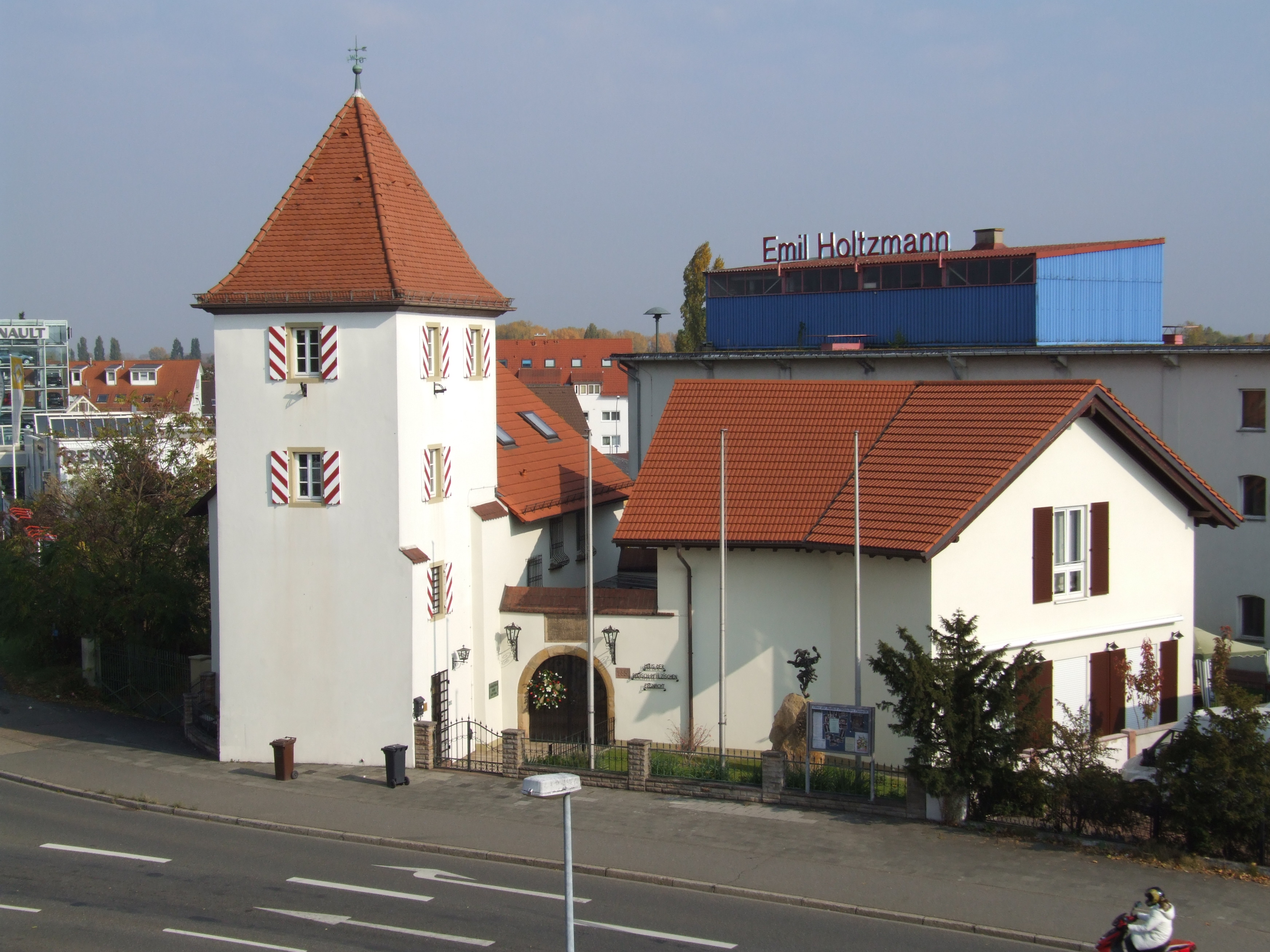
Haus der Badisch-Pfälzischen Fasnacht, links der Wartturm

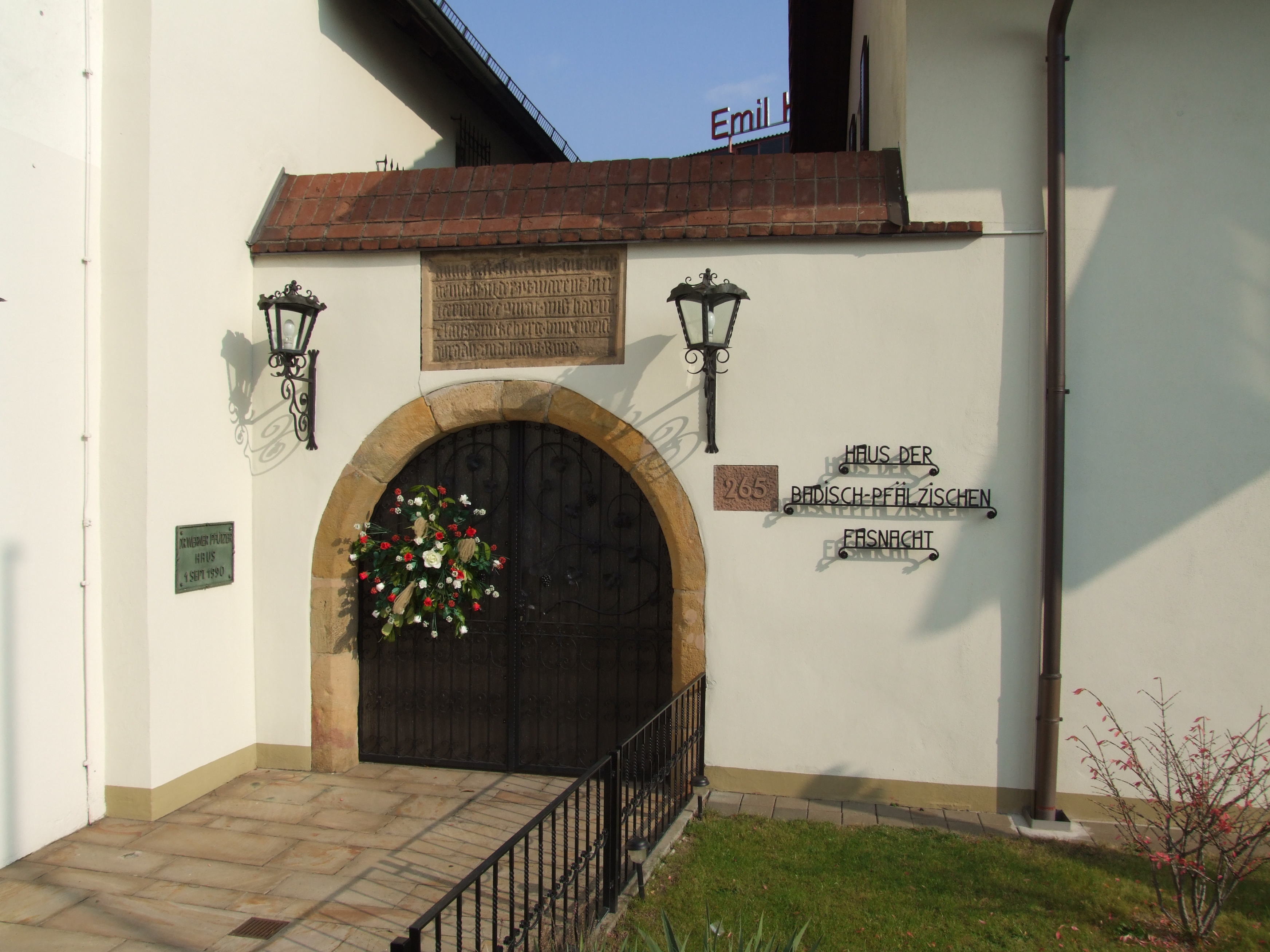
Haus der Badisch-Pfälzischen Fasnacht, Detail Eingang

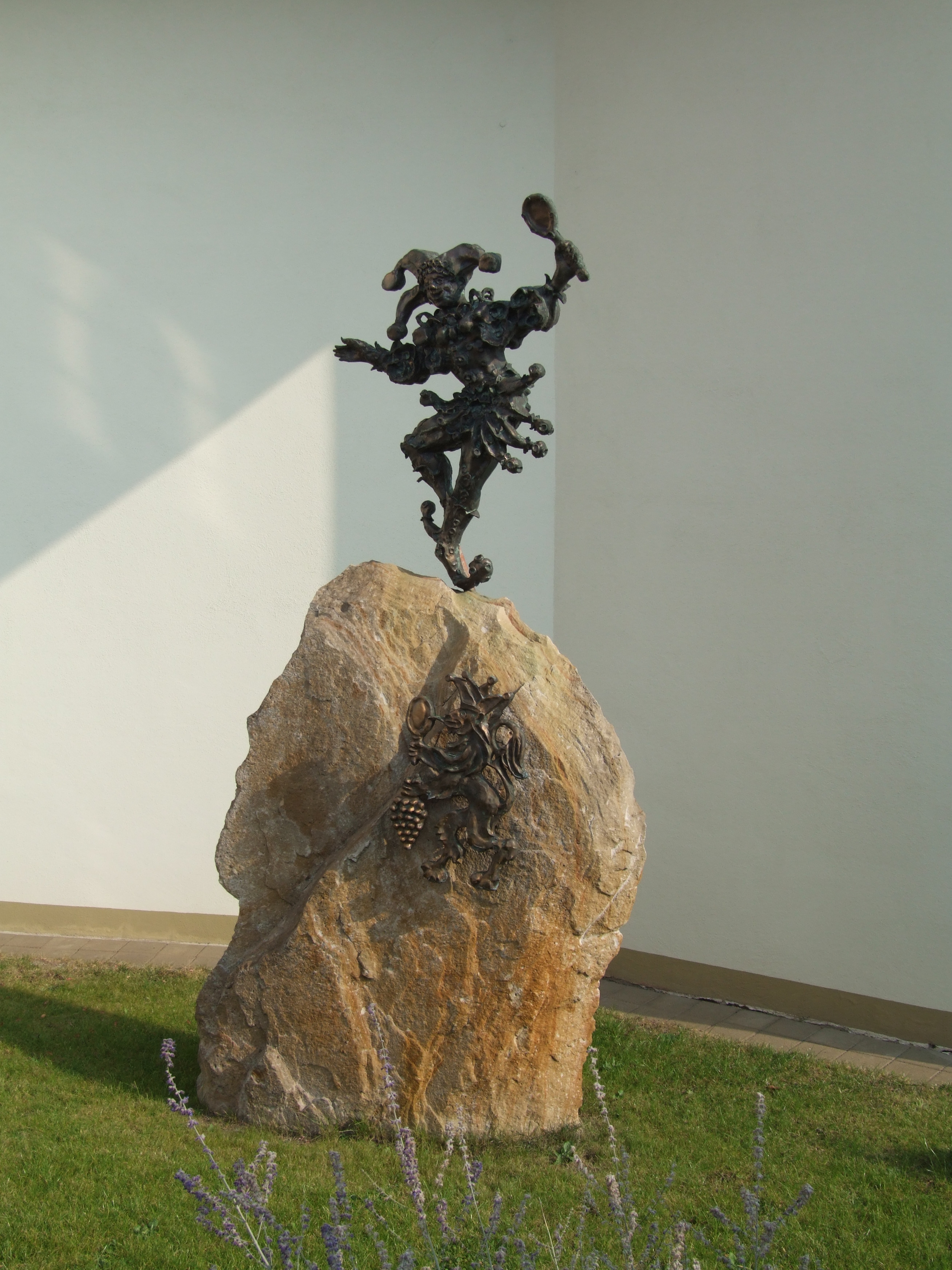
Narrenskulptur am Haus der Badisch-Pfälzischen Fasnacht

Die Vereinigung Badisch-Pfälzischer Karnevalvereine, gegründet am 10. Oktober 1937, ist die zweitgrößte Vereinigung von Karnevalvereinen in Deutschland und als Landesverband Mitglied des Bundes Deutscher Karneval.
Die Vereinigung unterhält in Speyer das Haus der Badisch-Pfälzischen Fasnacht. Dieses ist in einem ehemaligen Turm der Landwehr von Speyer, d. h. der vorgelagerten Stadtbefestigung der Stadt, dem Wartturm, früher Wormser Warte, und einen Anbau zum Turm untergebracht. Das Haus ist Treffpunkt, Museum und Archiv des Verbandes. Ein Förderkreis von 500 Mitgliedern und ein Stiftungsvermögen von 1,5 Millionen Euro stellen die materiellen Grundlagen für die Arbeit bereit.
Das Haus, Wormser Landstraße 265, 67346 Speyer liegt am nördlichen Ende derselben und markierte den nördlichsten Punkt der alten Speyerer Landwehr. Westlich über die Kreuzung beginnt die Landwehrstraße, deren südwestlicher Verlauf die frühere Lage der Speyerer Landwehr dort markiert.

## Geschichte der Vereinigung
Die Idee zur Gründung des Verbandes wurde im August 1937 während einer Rheinschifffahrt des Karnevalvereins „Fröhlich-Pfalz“ aus Mannheim mit befreundeten Karnevalsvereinen nach Worms geboren.
Am 10. Oktober 1937 trafen sich 16 der 29 eingeladenen Vereine und 77 Vertreter fassten den Beschluss eine Arbeitsgemeinschaft Oberrheinischer Karnevalsvereine zu gründen. Die Gründung und Treffen des Vereins bis zum Ausbruch des Zweiten Weltkrieges fanden unter dem Dach des Verkehrsvereines Speyer statt, dessen Vorsitzender der Speyerer SA-Standartenführer Karl Delobelle gewährleistete, dass die Vereine im Sinnes des NS-Staates funktionierten. In der Parteizeitung NSZ Rheinfront hies es dazu, der Zusammenschluss solle ”künftige Veranstaltungen auf eine gemeinsame Linie bringen”. Delobelle gab daher, wie es im ”Pfälzer Anzeiger” heißt, dem von der Großen Karnevals-Gesellschaft Mannheim-Lindenhof eingebrachten Antrag auf Gründung des Zusammenschlusses ”eine neue Fassung”. Im Pfälzer Anzeiger wurde erklärt, welchen Zielen die Fastnacht dienen sollte. Es war von den Fasnachtern als ”Offizieren des Humors” die Rede und davon, dass sie ”im deutschen Volke wieder Lachen und Frohsinn” fördern wollten, ”um dadurch auch wieder dem Führer zu helfen, Deutschland schöner zu machen”.
Nach dem Krieg, bereits 1946, gründeten die sieben Pfälzer Vereine wieder eine Arbeitsgemeinschaft. Die am Rhein verlaufende Besatzungsgrenze verhinderte Kontakte in die Kurpfalz und nach Baden.
Nach der Gründung von Unterverbänden 1949 schloss man sich jedoch 1951 unter dem heutigen Namen zusammen.
1955 gehörten 59 Vereine, 1956 schon 75 Vereine und trotz Austritts der saarländischen Vereine 1965 wieder 94 Vereine und 1972 gar 116, 1974 schließlich 134 Vereine dem Verband an. Heuer im Jahr 2012 zählt die Vereinigung 395 Mitgliedsvereine mit über 85.000 Aktiven in 4 Bezirken. Die Vereinigung besteht aus den Bezirken Mittelbaden, Nordbaden, Vorderpfalz und Westpfalz.
Am 11. November 1975 um 11.11 Uhr übergab die Stadt Speyer zu einem jährlichen Mietzins von 111,11 DM den innen und außen frisch verputztem Wartturm samt neuer Holztreppe und Heizung. Der Vertrag gilt solange die Vereinigung ihren Sitz in Speyer hat.
1976 konnte aus der Ruine des Wartturms in Speyer das Haus der Badisch-Pfälzischen Fastnacht geschaffen werden.
Präsidenten waren Georg Wilhelm Fleischmann (1937 bis zu seinem Tod 1974) und Dr. Werner Pfützer (1974 bis 2003, seither Ehrenpräsident). Von 2003 bis 2009 übte Günter Hauck das Amt aus, ehe er die Verantwortung in jüngere Hände legte. Auf der Jahreshauptversammlung 2009 wurde Jürgen Lesmeister aus Ramstein als 4. Präsident der Vereinigung gewählt und führt seither den zweitgrößten Landesverband im BDK.

## Mitglieder
2012 gehören 395 Mitgliedsvereine mit insgesamt 85.000 Mitgliedern, aufgegliedert in vier Bezirke, dem Verband an.

## Orden
Als Vorstufe zum „Goldenen Löwen“ verleiht die Vereinigung Badisch-Pfälzischer Karnevalvereine auf Antrag nach 8 Jahren (insgesamt 4 Punkte nach dem Zählsystem des Goldenen Löwen pro Jahr 1/2 Punkt) den „Verdienstorden“ der Vereinigung.
Nach weiteren 8 Jahren (Gesamt 16 Jahre gleichbedeutend mit 8 Punkten nach dem Zählsystem des Goldenen Löwen pro Jahr 1/2 Punkt) kann auf Antrag der „Große Verdienstorden“ der Vereinigung verliehen werden.
Die Verleihungen finden pro Bezirk um den 11.11. oder etwas vorher in einer Ehrungsmatinee oder einem Ehrungsabend in angemessener Atmosphäre statt.
Seit 1958 verleiht die Vereinigung Badisch-Pfälzischer Karnevalvereine einen Verdienstorden, den Goldenen Löwen, der vier Jahrzehnte nach der Stiftung auf den grünen Fahnen der Vereinigung, in Bronze vor dem Haus der Badisch-Pfälzischen Fasnacht in Speyer, auf Titelseiten von Broschüren und Programmen, auf Jahresorden und Fördererkreuzen und auf T-Shirts, Krawatten und Fliegen prangt.
Verwendet wurde der Löwe aus dem pfälzischen, zeitweise kurpfälzischen Wappen.
Er trägt aber statt der Krone eine Narrenkappe. In einer Pranke hält er einen Narrenspiegel, in die andere eine Weintraube als „Das Sinnbild der Fasnacht in weinfroher Landschaft“.
Mindestens 11 Jahre in ununterbrochener Reihenfolge muss der ehrenamtlich aktive Fasnachter oder die Fasnachterin entweder Präsident(in), Vorsitzende oder Vorsitzender, Sitzungspräsident oder -präsidentin eines Vereines sein, um den Mindestanforderungen an Dienstjahren gerecht zu werden. Alle anderen Funktionen im Verein erhalten pro Jahr 1/2 Punkt und brauchen daher 22 Jahre für die Anwartschaft auf den Goldenen Löwen.
Der Goldene Löwe mit Brillant kann frühestens nach weiteren 22 Jahren ununterbrochener aktiver Tätigkeit nach Verleihung des Goldenen Löwen beantragt werden.

## Ausstellung des Fasnachtsmuseum Speyer
Das Fasnachtsmuseum Speyer bewahrt und zeigt im Turm auf vier Ebenen Urkunden, Dokumente, Fotografien zur Geschichte des Karnevals und der Mitgliedsvereine, Liedertexte und Liederbücher, Veranstaltungsprogramme und Zugprogramme, z. B. Speyer 1831, Landau in der Pfalz und Eberbach 1862, Kaiserslautern 1901, Mannheim.
Besonders bemerkenswert ist eine Originalausgabe der Lehmanschen Chronik von 1662, der in seinem Geschichtswerk das Unwesen der Fasnacht bereits für das Jahr 1296 nachweist.
Der Humoristisch-satyrische Carneval-Almanach von 1848 belegt die politische Fastnacht in den Tagen der Märzrevolution.
Gezeigt werden zahlreiche Orden, Narrenkappen, Gardeuniformen, Kostüme, z. B. der Perkeo von Heidelberg, Graf Kuno von Bruchsal, der Jäger aus Kurpfalz oder die Hottschreck-Hexe der Narrenzunft Grötzingen.

## Geschichte der Wormser Warte
1451 wurde die „Wormser Warte“ als Teil der Speyerer Landwehr vom Holzbauwerk in ein Steinbauwerk umgewandelt. Eine noch erhaltene über dem Torbogen eingemauerte Steinplatte besagt, dass „Anno domini MCCCCLI (1451) ist die Werk gemach(t); zu der Zit waren Burgermeist. Conrad Wißhar un(d) Claus Rinckeberg, Buwemeist. (= Baumeister) Jordan und Hans Kunc“. Das vierte Geschoss barg eine Wachstube. Hundert Jahre später wurde dann die noch teilweise erhaltene Umfassungsmauer vermutlich erneuert.
In einen Flurplan von 1715 ist die Warte noch ohne Dach dargestellt. Das schlichte Zeltdach wurde also mutmaßlich im 18. Jahrhundert aufgebaut. 1803 durfte sich der städtische Förster die Warte als Wohnung einrichten. Damals wurden die Schießscharten durch Fenster ersetzt.
Später wurde der Wartturm als „Chausseehaus“ für die Straßenwärter eingesetzt, bis er nach Beschuss durch Panzergranaten 1945 bei der Eroberung Speyers durch die Amerikaner ausbrannte.
Jahrzehntelang als ausgebrannte, dachlose Ruine die Zufahrt nach Speyer-Nord prägend, wurde er 1971 bis 1973 mit Mitteln der Stadt und des Landes restauriert, um gemäß Georg Fleischmanns Vorschlag das Fasnachtsmuseum aufzunehmen. Der Bau wurde am 11. November 1975 urkundlich zu einem jährlichen Mietzins von 111,11 Deutsche Mark an die Fasnachtsvereinigung übergeben. Der Mietzins gilt solange der Verband seinen Sitz in Speyer hat.